# Coriolano (nome)
Coriolano  è un nome proprio di persona italiano maschile.

## Varianti
- Femminili: Coriolana[3]

## Origine e diffusione

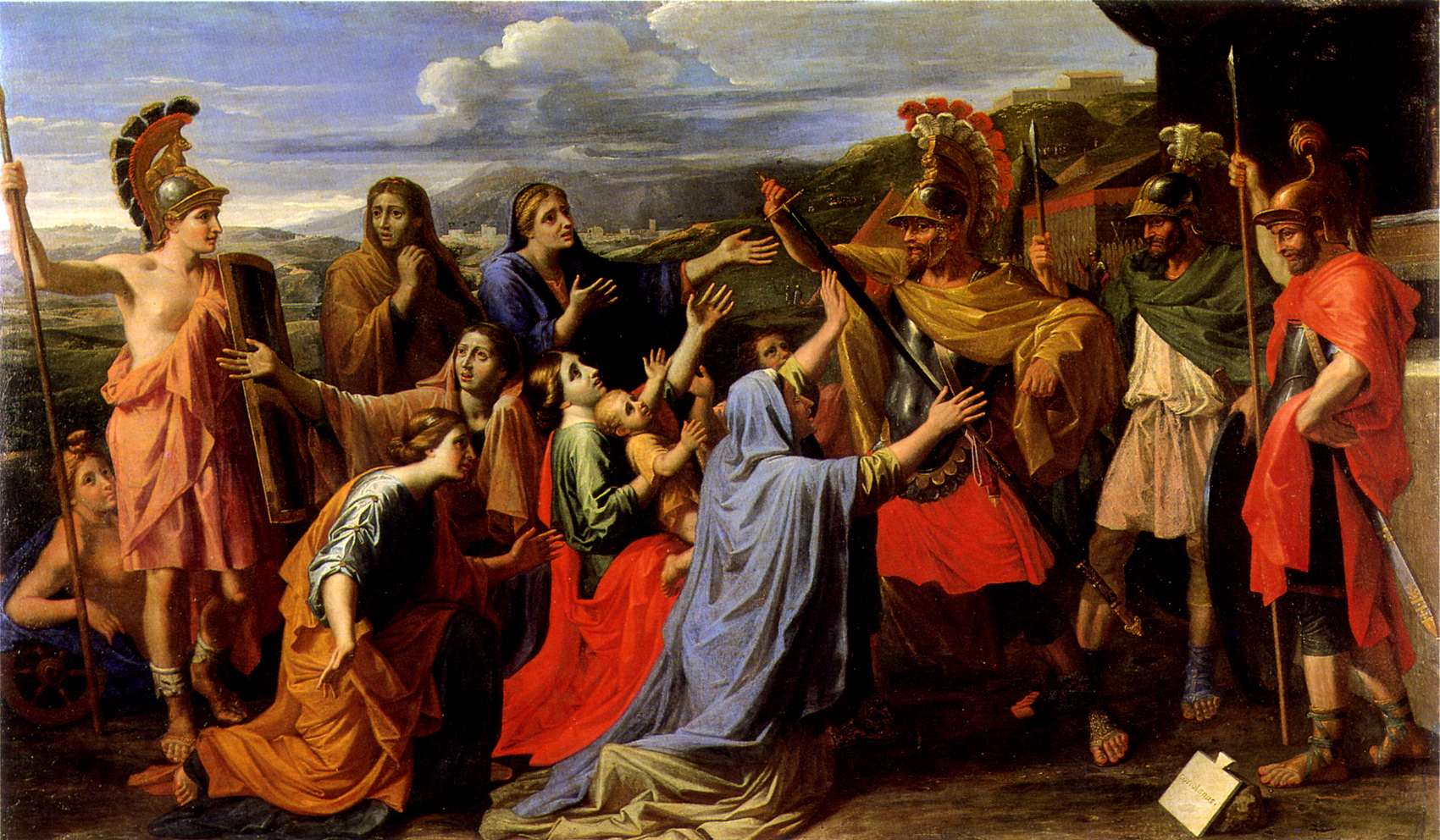
Veturia ai piedi di Coriolano, di Nicolas Poussin

È una ripresa rinascimentale del cognomen dell'eroe romano Gneo Marcio Coriolano, appartenente all'antica gens Marcia; tale soprannome era dovuto al fatto di aver conquistato la città volscia di Corioli (quindi coriolanus, "di Corioli", "relativo a Corioli"). 
Il personaggio storico venne celebrato da Shakespeare nella sua opera Coriolano, il cui successo in Italia nell'ottocento aiutò la diffusione del nome; ad oggi risulta comunque molto raro, accentrato perlopiù in Lazio e Toscana.

## Onomastico
Si tratta di un nome adespota, ossia privo di santo patrono; l'onomastico può essere festeggiato il 1º novembre, in occasione di Ognissanti.

## Persone
- Gneo Marcio Coriolano, politico e militare romano
- Coriolano Biacchi, direttore d'orchestra, violinista e insegnante italiano
- Coriolano Bozzo, nuotatore italiano
- Coriolano Cippico, storico e umanista dalmata
- Coriolano Malingri di Bagnolo, filologo, poeta e drammaturgo italiano
- Coriolano Martirano, umanista, drammaturgo e vescovo cattolico italiano
- Coriolano Monti, ingegnere e politico italiano
- Coriolano Palumbo, calciatore italiano
- Coriolano Pontiggia, calciatore italiano
- Coriolano Ponza di San Martino, politico italiano

## Il nome nelle arti
- Al personaggio storico di Gneo Marcio Coriolano è ispirato il dramma Coriolano di William Shakespeare.
- A Coriolano, Cavaliere della floresta, è attribuita da Luigi Natoli la leadership della setta dei Beati Paoli nel romanzo omonimo.
- Coriolanus Snow è un personaggio della serie di romanzi Hunger Games.
- Carlo Coriolano di Santafusca, protagonista del romanzo Il Cappello del Prete, di Emilio De Marchi.